# Iglesia de San Sebastián (Puerto Real)
La Iglesia Mayor Prioral de San Sebastián Mártir, más conocida como Iglesia Mayor de Puerto Real o Iglesia de San Sebastián está situada en pleno centro de la villa de Puerto Real, en la provincia de Cádiz, en Andalucía. Es la iglesia más antigua de la población y la más grande que mantiene el culto. Fue construida probablemente años después de la fundación de Puerto Real por los Reyes Católicos. Fue consagrada en 1592. Posee un gran valor histórico y artístico y su arquitectura combina los estilos gótico, neoclásico, plateresco, renacentista y barroco.

## Historia
La iglesia de San Sebastián se asienta sobre los restos de una ermita. Los únicos vestigios de ésta son un muro y los contrafuertes de la cabecera, visibles desde la calle de la Palma esquina con calle San José. La iglesia se empezó a construir en estilo gótico, que se observa en la cabecera, la cubierta del presbiterio y la capilla bautismal a los pies de la iglesia, presentando ambas arcos apuntados y bóveda de crucería. El estilo predominante en el edificio es el renacentista, con planta de salón separada en tres naves por columnas toscanas y amplios arcos de medio punto que aligeran la tensión longitudinal del conjunto. Las naves son de 39 metros de largo y 13 metros de ancho. La cubierta de la nave principal es de bóveda de cañón. Otras capillas, como la sacramental, fueron construidas en el siglo XVIII en estilo barroco, cubiertas con cúpula. 
La portada principal que da a la calle Ancha, llamada "portada de las Novias" es de mediados del siglo XVI. Se le considera uno de los pocos exponentes del plateresco en la provincia. En la parte superior figura la imagen de Dios Padre en majestad. También hay restos de ángeles y santos, además de algún elemento de una policromía anterior, pero muy deteriorados. 
La iglesia en su conjunto está orientada ligeramente en dirección oeste-este, y está situada en el punto más alto del núcleo urbano de Puerto Real. Su torre es mozárabe, probablemente de origen defensivo, con cuatro campanas. Es una torre bastante sencilla con una pirámide con azulejos en la cima. 
Sufrió un incendio a principio de la guerra civil española, siendo restaurada por Germán de Falla (hermano del músico Manuel de Falla) y reabierta al culto 10 años después, en 1946.

## Comunicación
Por ella pasa el "Camino Ceretano" de la Vía Augusta.